# Венесуэла на летних Олимпийских играх 2000
Венесуэла принимала участие в Летних Олимпийских играх 2000 года в Сиднее (Австралия) в четырнадцатый раз за свою историю, но не завоевала ни одной медали. Сборную страны представляли 14 женщин.

## Состав Олимпийской сборной Венесуэлы

### Велоспорт

#### Трековый велоспорт
Всего спортсменов — 1
Победители определялись по результатам одного соревновательного дня. В гите победителей определяли по лучшему времени, показанному на определённой дистанции, а в гонке по очкам и мэдисоне по количеству набранных баллов.
Женщины
| Спортсмен        | Соревнование | Результат       | Место |
| Спортсмен        | Соревнование | Время Очки      | Место |
| ---------------- | ------------ | --------------- | ----- |
| Даниэль Ларреаль | Гит с места  | 35,728 (+1,588) | 10    |

### Дзюдо
Спортсменов — 5
Соревнования по дзюдо проводились по системе на выбывание. В утешительные раунды попадали спортсмены, проигравшие полуфиналистам турнира. Два спортсмена, одержавших победу в утешительном раунде, в поединке за бронзу сражались с проигравшими в полуфинале.
Мужчины
| Соревнование | Спортсмены        | Первый раунд       | Второй раунд                      | 1/8 финала           | Четвертьфинал        | Полуфинал            | Финал                | Место |
| Соревнование | Спортсмены        | Соперник Результат | Соперник Результат                | Соперник Результат   | Соперник Результат   | Соперник Результат   | Соперник Результат   | Место |
| ------------ | ----------------- | ------------------ | --------------------------------- | -------------------- | -------------------- | -------------------- | -------------------- | ----- |
| до 60 кг     | Рейвер Альваренга | Не участвовал      | Д. Нармандах (MGL) П 0011 — 0100  | Завершил выступление | Завершил выступление | Завершил выступление | Завершил выступление | —     |
| до 66 кг     | Людвиг Ортис      | Не участвовал      | П. Каравана (POR) П 0001 — 0012   | Завершил выступление | Завершил выступление | Завершил выступление | Завершил выступление | —     |
| до 73 кг     | Эдуардо Манглес   | Не участвовал      | М. Алмейда (POR) П 0011 — 0200    | Завершил выступление | Завершил выступление | Завершил выступление | Завершил выступление | —     |
| до 81 кг     | Эрмахорас Манглес | Не участвовал      | Квак Ок Чхоль (PRK) В 0010 — 0211 | Завершил выступление | Завершил выступление | Завершил выступление | Завершил выступление | —     |

Женщины
| Соревнование | Спортсмены    | Первый раунд                | 1/8 финала            | Четвертьфинал         | Полуфинал             | Финал                 | Место |
| Соревнование | Спортсмены    | Соперник Результат          | Соперник Результат    | Соперник Результат    | Соперник Результат    | Соперник Результат    | Место |
| ------------ | ------------- | --------------------------- | --------------------- | --------------------- | --------------------- | --------------------- | ----- |
| до 52 кг     | Жаклин Фариас | Й. Диня (ROU) П 0000 — 1000 | Завершила выступление | Завершила выступление | Завершила выступление | Завершила выступление | —     |

### Плавание
Спортсменов — 5
В следующий раунд на каждой дистанции проходили лучшие спортсмены по времени, независимо от места занятого в своём заплыве.
Мужчины
| Спортсмен                                                        | Соревнование          | Предварительные заплывы | Предварительные заплывы | Полуфиналы | Полуфиналы | Финал     | Финал     |
| Спортсмен                                                        | Соревнование          | Результат               | Место                   | Результат  | Место      | Результат | Место     |
| ---------------------------------------------------------------- | --------------------- | ----------------------- | ----------------------- | ---------- | ---------- | --------- | --------- |
| Франсиско Паес                                                   | 200 м вольный стиль   | 1:54,32                 | 35                      | Не прошёл  | Не прошёл  | Не прошёл | Не прошёл |
| Рикардо Монастерио                                               | 400 м вольный стиль   | 3:55,35                 | 23                      |            |            | Не прошёл | Не прошёл |
| Карлос Сантандер Освальдо Кеведо Франсиско Паес Франсиско Санчес | 4х100 м вольный стиль | 3:24,64                 | 17                      |            |            | Не прошли | Не прошли |

### Прыжки в воду
Спортсменов — 3
В индивидуальных прыжках в предварительных раундах складывались результаты квалификации и полуфинальных прыжков. По их результатам в финал проходило 12 спортсменов. В финале они начинали с результатами полуфинальных прыжков.
Мужчины
| Спортсмен        | Соревнование | Квалификация | Квалификация | Полуфинал | Полуфинал | Всего     | Финал     | Финал     | Всего  | Место |
| Спортсмен        | Соревнование | Очков        | Место        | Очков     | Место     | Всего     | Очков     | Место     | Всего  | Место |
| ---------------- | ------------ | ------------ | ------------ | --------- | --------- | --------- | --------- | --------- | ------ | ----- |
| Луис Вильярроэль | трамплин     | 365,97       | 21           | Не прошёл | Не прошёл | Не прошёл | Не прошёл | Не прошёл | 365,97 | 21    |
| Рамон Фумадо     | трамплин     | 343,89       | 28           | Не прошёл | Не прошёл | Не прошёл | Не прошёл | Не прошёл | 343,89 | 28    |
| Луис Вильярроэль | вышка        | 309,66       | 35           | Не прошёл | Не прошёл | Не прошёл | Не прошёл | Не прошёл | 309,66 | 35    |

Женщины
| Спортсмен         | Соревнование | Квалификация | Квалификация | Полуфинал | Полуфинал | Всего     | Финал     | Финал     | Всего  | Место |
| Спортсмен         | Соревнование | Очков        | Место        | Очков     | Место     | Всего     | Очков     | Место     | Всего  | Место |
| ----------------- | ------------ | ------------ | ------------ | --------- | --------- | --------- | --------- | --------- | ------ | ----- |
| Алехандра Фуэнтес | трамплин     | 219,81       | 37           | Не прошла | Не прошла | Не прошла | Не прошла | Не прошла | 219,81 | 37    |

### Стрельба
Спортсменов — 2
После квалификации лучшие спортсмены по очкам проходили в финал, где продолжали с очками, набранными в квалификации. В некоторых дисциплинах квалификация не проводилась. Там спортсмены выявляли сильнейшего в один раунд.
Мужчины
| Спортсмен       | Соревнование   | Квалификация | Место | Финал     | Место     | Всего | Место |
| --------------- | -------------- | ------------ | ----- | --------- | --------- | ----- | ----- |
| Фелипе Беуверин | Пистолет, 10 м | 569          | 30    | Не прошёл | Не прошёл | 569   | 30    |

Женщины
| Спортсмен    | Соревнование   | Квалификация | Место | Финал     | Место     | Всего | Место |
| ------------ | -------------- | ------------ | ----- | --------- | --------- | ----- | ----- |
| Мария Франко | Пистолет, 10 м | 366          | 39    | Не прошла | Не прошла | 366   | 39    |

### Триатлон
Спортсменов — 1
Триатлон дебютировал в программе летних Олимпийских игр. Соревнования состояли из 3 этапов — плавание (1,5 км), велоспорт (40 км), бег (10 км).
Мужчины
| Спортсмен          | Соревнование      | Плавание | Велоспорт | Бег      | Итоговое время | Место | Отставание |
| ------------------ | ----------------- | -------- | --------- | -------- | -------------- | ----- | ---------- |
| Жильберто Гонсалес | личное первенство | 18:54,49 | 58:40,40  | 34:38,14 | 1:52:13,03     | 37    | +03:49,01  |

### Тяжёлая атлетика
Спортсменов — 1
В рамках соревнований по тяжёлой атлетике проводятся два упражнения — рывок и толчок. В каждом из упражнений спортсмену даётся 3 попытки, в которых он может заказать любой вес, кратный 2,5 кг. Победитель определяется по сумме двух упражнений.
Женщины
| Спортсмен       | Категория | Вес   | Рывок | Рывок | Рывок | Толчок | Толчок | Толчок | Всего | Место |
| Спортсмен       | Категория | Вес   | 1     | 2     | 3     | 1      | 2      | 3      | Всего | Место |
| --------------- | --------- | ----- | ----- | ----- | ----- | ------ | ------ | ------ | ----- | ----- |
| Карла Фернандес | до 53 кг  | 52,60 | 80,0  | 80,0  | 85,0  | 95,0   | 95,0   | 95,0   | 175,0 | 9     |